# Amite
De Amite is een rivier met een lengte van 188 km die uitmondt in Maurepas Lake. De bovenloop van de rivier in Mississippi bestaat uit een westelijk en een oostelijke arm. De rivier stroomt zuidwaarts en nabij Baton Rouge buigt hij af in zuidoostelijke en oostelijke richting. Daar vloeien de zijrivieren Comite en Bayou Manchac in de Amite. De laatste 60 km van de benedenloop is bevaarbaar. Een deel van het debiet van de rivier wordt door een kanaal afgeleid naar de Blind River, die ook uitmondt in Maurepas Lake.

## Geschiedenis
In de precolumbiaanse periode waren er indiaanse landbouwnederzettingen in het gebied van de Amite. De rivier werd in 1699 voor het eerst verkend door Pierre Lemoyne, heer van Iberville. Aan het einde van de 18e eeuw ontstonden plantages langs de rivier.